# Corixo Gomalina
Corixo Gomalina är ett vattendrag i Brasilien.   Det ligger i delstaten Mato Grosso, i den centrala delen av landet, 1 400 km väster om huvudstaden Brasília.
I omgivningarna runt Corixo Gomalina växer huvudsakligen savannskog. Trakten runt Corixo Gomalina är nära nog obefolkad, med mindre än två invånare per kvadratkilometer.